# Джангиров, Карен Эдуардович
Карен Эдуардович Джангиров (1956, Баку — 27 сентября 2022) — поэт-верлибрист. Родился в Баку. Окончил экономический факультет МГУ и аспирантуру при нём. С 1978 года занимается разработкой и систематизацией русского верлибра. Публиковался в центральной периодике и антологиях русской поэзии. Стихи переводились на иностранные языки. Автор 17 изданных книг верлибров. Составитель и автор первого в СССР группового сборника верлибров «Белый квадрат» (1988), а также нескольких других антологий русского верлибра. Президент «Ассоциации русского верлибра» (1991, распалась в 1995).
После 1991 года жил в Польше, Норвегии, Бельгии, Австрии, с 1995 года в Канаде. Умер 27 сентября 2022 года (рак легкого).

### Антологии
- Время Икс. Современный русский свободный стих. — М.: Прометей, 1989. — 608 с. ISBN 5-7042-0049-4
- Антология русского верлибра. — М.: Прометей, 1991. — 750 с.
- Антология поэтов Донбасса «МЫ» — М.: Беловодье, 2019—472 с.